# Lissonota xanthomus
Lissonota xanthomus là một loài tò vò trong họ Ichneumonidae.